# Jacques-François Lefranc
Pour les articles homonymes, voir Lefranc.
Jacques-François Lefranc (Vire, 30 mars 1739 - Paris, 2 septembre 1792) est un eudiste français reconnu bienheureux en 1926 par l'église catholique et auteur d’ouvrages antimaçonniques.

## Biographie
Né à Vire le 30 mars 1739 de Guillaume Lefranc et de Catherine Désert. Supérieur du séminaire des Eudistes de Caen, l’abbé Lefranc s’oppose au jansénisme. Ayant refusé de prêter serment à la Constitution, il est contraint de remettre le séminaire à François Bécherel, évêque constitutionnel de la Manche et député à la Constituante, le 17 avril 1791. Tous les Eudistes sont alors expulsés de leur bâtiment ; Lefranc est arrêté et enfermé à la prison des Carmes à Paris. Il est assassiné avec 180 autres religieux le 2 septembre 1792. Il a été béatifié en 1926 par Pie XI,.
Ses livres constituent les premières accusations de conspiration maçonnique derrière la Révolution française. Il fait remonter l’origine de la maçonnerie à la secte protestante française du socinianisme. Lefranc était un partenaire littéraire d’Augustin Barruel.

## Publications
- Le Voile levé pour les curieux, ou le secret de la Révolution révélé à l’aide de la franc-maçonnerie, Paris, 1791, 172 p. (BNF 35999078, lire en ligne)
- Conjuration contre la religion catholique et les souverains, dont le projet, conçu en France, doit s’exécuter dans l’univers entier, ouvrage utile à tous les Français, Paris, Lepetit et Chapart, 1792, 372 p. (lire en ligne)
- Traduction (?) de l'ouvrage de Samuel Prichard paru à Londres en 1730 en L'Origine et la déclaration mystérieuse des francs-maçons (1743).
- La symbolique maçonnique Réf. ?